# Casino Lisboa

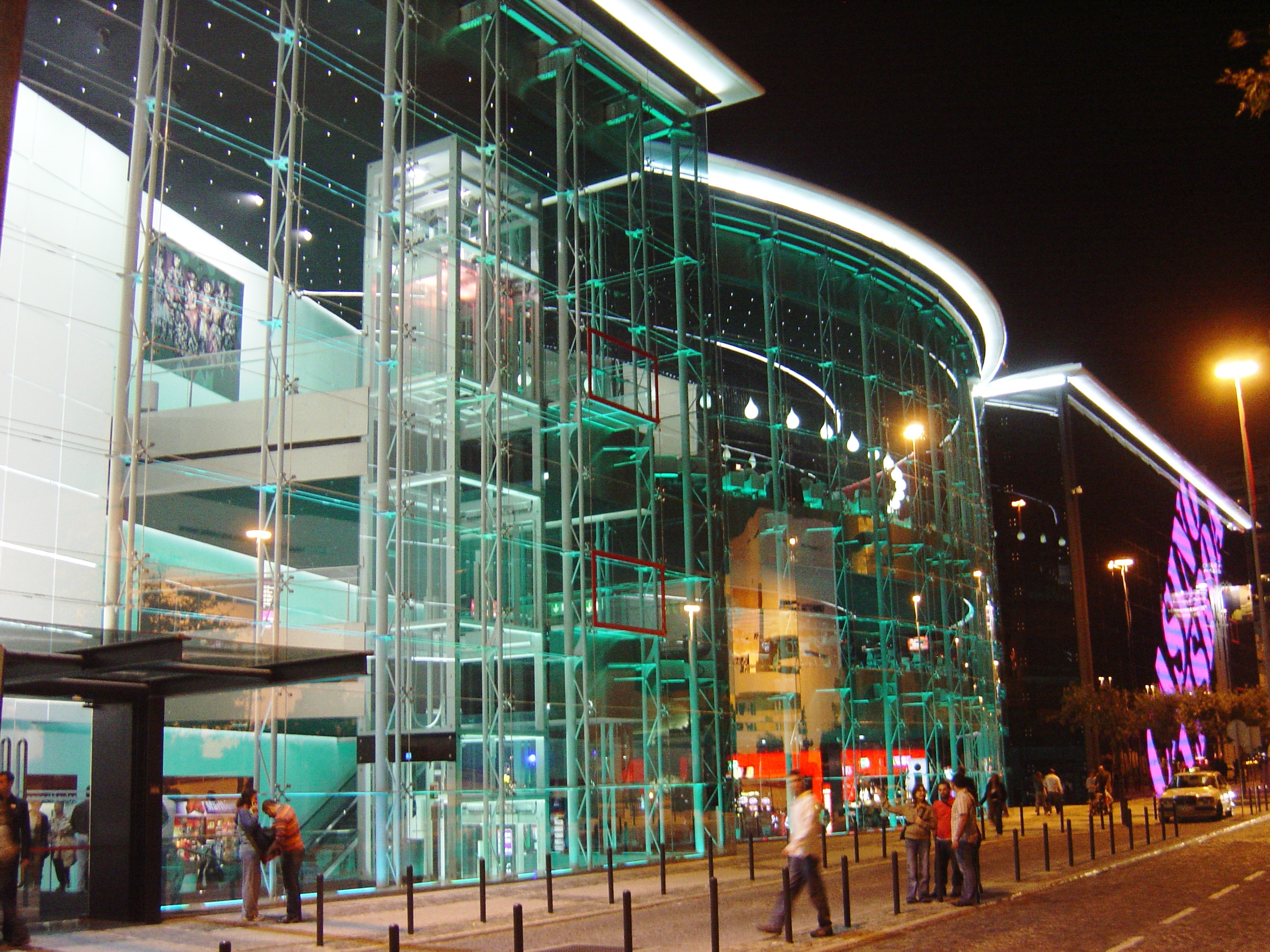

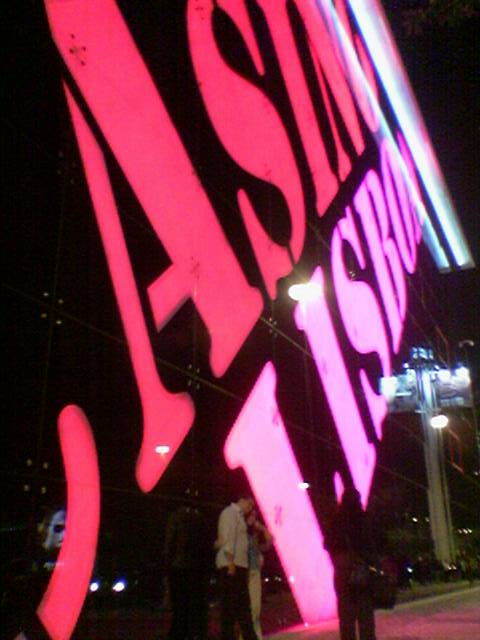

O Casino Lisboa é o maior casino de Portugal e foi inaugurado em 19 de abril de 2006.
Está instalado no espaço anteriormente ocupado pelo Pavilhão do Futuro da Exposição Mundial de 1998, actualmente Parque das Nações e tem uma sala de espectáculos, o Auditório dos Oceanos. O edifício foi inicialmente projetado pela arquiteta Paula Santos, juntamente com Miguel Guedes e Rui Ramos.
O Casino Lisboa emprega 550 pessoas e é gerido pela empresa Estoril Sol.
As receitas das contrapartidas combinadas pela autorização de exploração de um casino em Lisboa deveriam ser gastas num equipamento cultural no Parque Mayer, na recuperação do Pavilhão Carlos Lopes e num museu nacional a criar pelo Governo na área do município. Mais tarde seria decidido que o museu seria o novo Museu dos Coches.

## Os primeiros 3 anos
Nos primeiros 3 anos o Estado encaixou 168,4 milhões de euros com as contrapartidas do Casino Lisboa, e os mais de seis milhões de visitantes gastaram em apostas 270 milhões de euros. Nenhuma das obras previstas arrancou.
Na abertura o casino tinha 800 máquinas e 21 mesas de jogo bancado. Três anos depois, eram 1 100 as 'slot machines' e 28 as mesas de jogo.

## Em 2014
O Casino Lisboa distribuiu 2.328 milhões de euros em prêmios desde que abriu portas. O maior 'jackpot' atribuído pelo Casino Lisboa foi de 357.566 euros, a 21 de abril de 2010.
Desde a sua inauguração "gerou receitas brutas de jogo que ascenderam a 683,7 milhões de euros, tendo sido 561 milhões de euros de jogos de máquinas (82%) e 122,7 milhões de euros de jogos bancados (18%)".
Nos termos da Lei do Jogo e do contrato de concessão em vigor, 50% das receitas brutas dos jogos revertem a favor do Estado.